# Line Ellertsen
Line Ellertsen (* 4. Juni 1998 in Stavanger, Norwegen) ist eine norwegische Handballspielerin, die für den norwegischen Erstligisten Storhamar Håndball aufläuft.

## Karriere

### Im Verein
Ellertsen erlernte das Handballspielen beim norwegischen Verein Sola HK. Dort wurde Ellertsen von ihrem Vater trainiert, auf dessen Drängen sie im Alter von zehn Jahren das Werfen mit der linken Hand trainierte. Im Jahr 2015 nahm sie der norwegische Erstligist Glassverket IF unter Vertrag. Im Januar 2017 verließ die Beidhänderin den finanziell angeschlagenen Verein und kehrte zu ihrem Ausbildungsverein Sola HK zurück. Nachdem Ellertsen im Jahr 2018 mit Sola aus der höchsten norwegischen Spielklasse abgestiegen war, gelang ihr ein Jahr später mit der Damenmannschaft der sofortige Wiederaufstieg. Zum Wiederaufstieg steuerte sie 100 Treffer in 18 Zweitligaeinsätzen bei. Ellertsen wechselte im Jahr 2019 zum dänischen Verein Aarhus United, mit dem sie drei Jahre in der Damehåndboldligaen antrat. Seit der Saison 2022/23 steht sie beim norwegischen Erstligisten Storhamar Håndball unter Vertrag. Mit Storhamar Håndball gewann sie 2024 die EHF European League und den norwegischen Pokalwettbewerb sowie 2025 die norwegische Meisterschaft.
Ellertsen wird im Sommer 2025 sie zum rumänischen Erstligisten Rapid Bukarest wechseln.

### In Auswahlmannschaften
Ellertsen lief 41-mal für die norwegische Jugend- sowie 28-mal für die Juniorinnennationalmannschaft auf. Mit diesen Mannschaften nahm sie an der U-17-Europameisterschaft 2015, an der U-18-Weltmeisterschaft 2016, an der U-19-Europameisterschaft 2017 und an der U-20-Weltmeisterschaft 2018 teil. Bei der U-20-Weltmeisterschaft 2018 gewann sie die Silbermedaille und wurde in das All-Star-Team gewählt. Im Erwachsenenbereich bestritt Ellertsen bislang vier Spiele für die norwegische B-Nationalmannschaft, für die sie sechs Treffer erzielte.

## Sonstiges
Ellertsen ist mit dem norwegischen Handballspieler Sindre Heldal liiert.